# Strašnice
Strašnice (deutsch Straschnitz) ist eine Katastralgemeinde der tschechischen Hauptstadt Prag. Sie gehört großteils zum Bezirk Prag 10, lediglich ein kleines Gebiet im Norden gehört zu Prag 3. 
Strašnice war eine Haltestelle auf der Bahnstrecke 221 nach Benešov. Auf dem Katastralgebiet liegen die drei Stationen Strašnická, Skalka und Depo Hostivař der Metrolinie A.

## Sehenswürdigkeiten
- Das Krematorium Strašnice ist das flächenmäßig größte seiner Art in Europa.[2]
- Die Kirche der Unbefleckten Empfängnis Mariens aus dem Jahr 1994 hat ein charakteristisches dreieckiges Dach.
- Auf dem evangelischen Friedhof liegen Ludwig Grünberger, Wilhelm Elsner, das Ehepaar Johanna Buska und Angelo Neumann sowie Hugo Rex begraben.
- In Strašnice befinden sich die Kleintheater Strašnické divadlo und Divadlo Miriam.
- Die Villa Trmal ist ein frühes Werk von Jan Kotěra

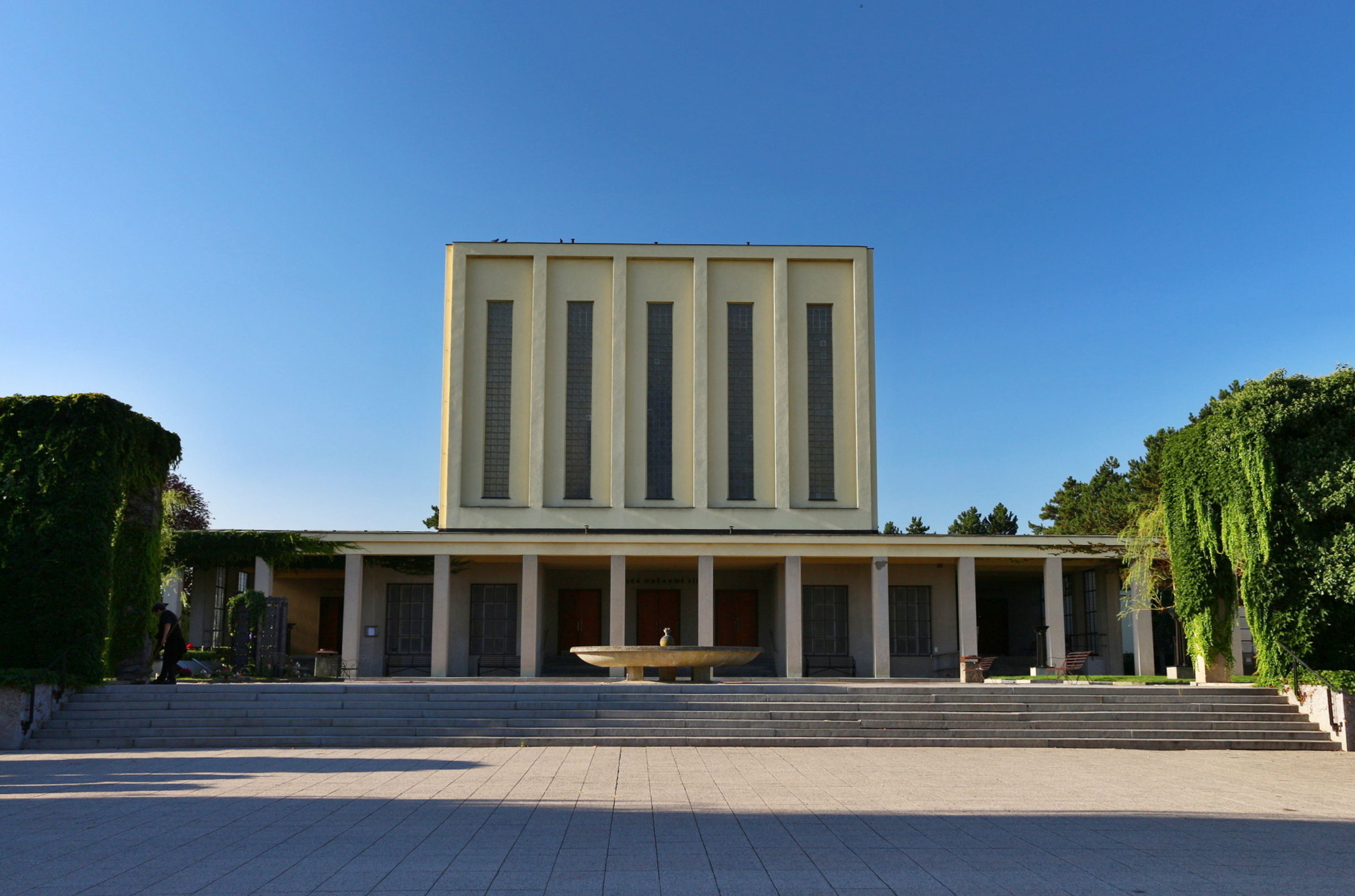
Krematorium Strašnice
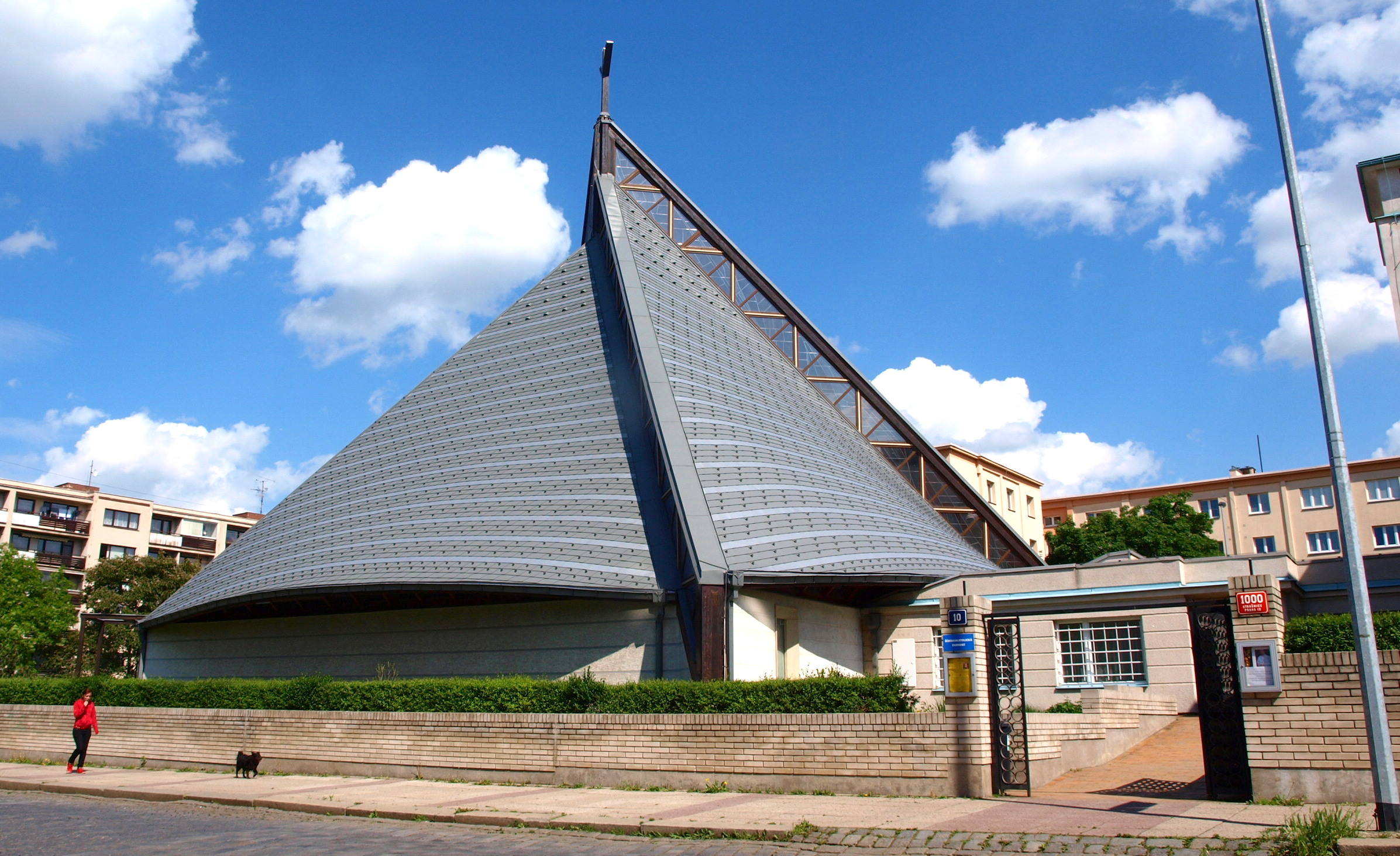
Kirche der Unbefleckten Empfängnis
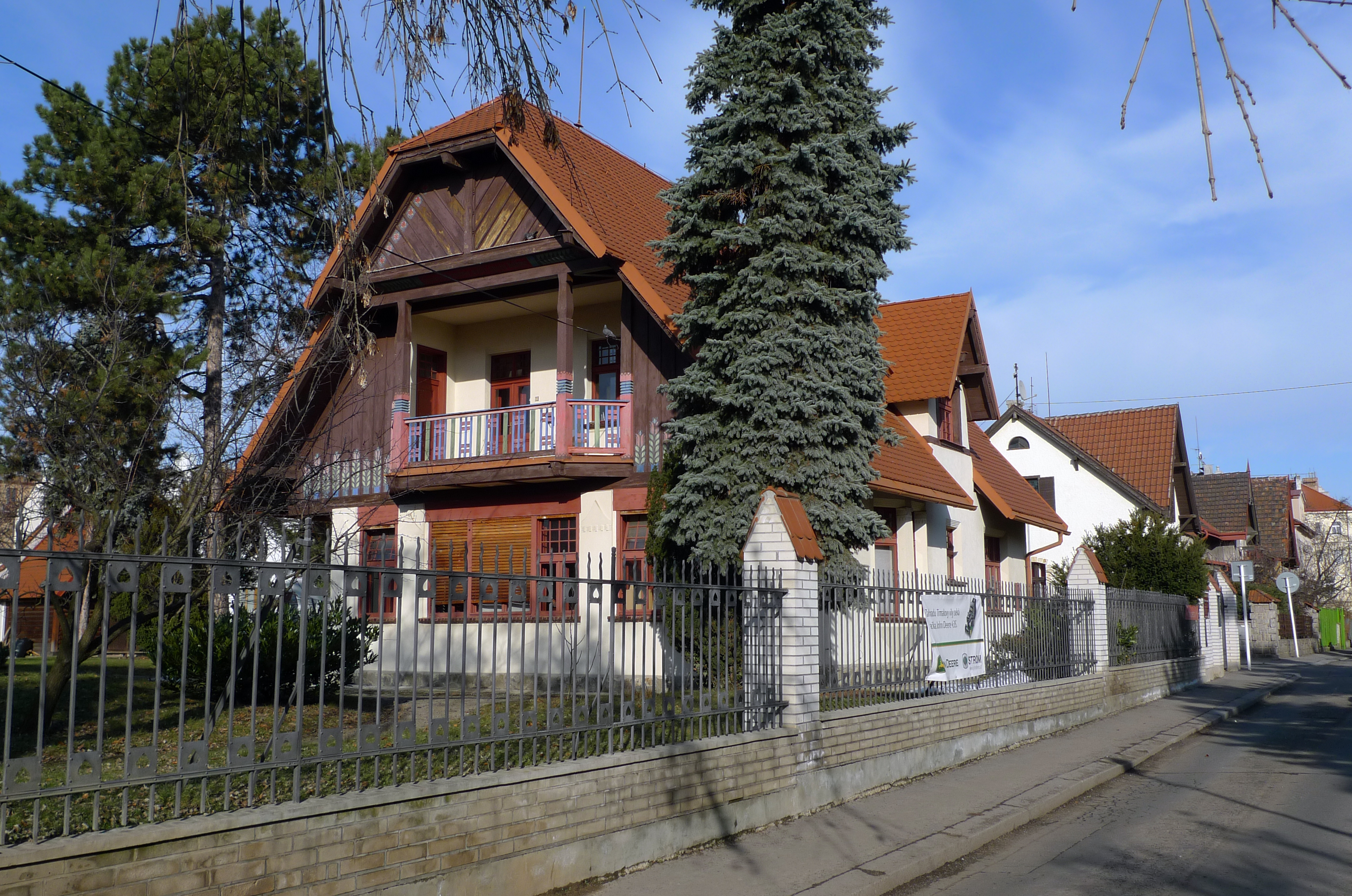
Villa Trmal